# دوغلاس كول
دوغلاس كول هو مؤرخ كندي، ولد في 9 ديسمبر 1938، وتوفي في 1998.